# خدعة التفتيش والتعرية عبر الهاتف
حيلة التفتيش والتعرية عبر الهاتف هي سلسلة من الحوادث دامت لقرابة عقد من الزمن حتى عام 2004. تشترك هذه الحوادث بأنها كانت نتيجة لاتصال هاتفي يجريه رجل إلى مطعم، يدعي فيه المتصل بأنه محقق يتصل من قسم الشرطة، ويتمكن من إقناع المدراء بالقيام بعملية تفتيش وتعرية لموظفة تعمل في المطعم، بحجة السرقة. تشير التقارير إلى وقوع أكثر من 70 حادثة مشابهة في 30 ولاية أمريكية، قادت في النهاية إلى اعتقال واتهام المدعو ديفيد ر. ستيوارت، البالغ من العمر 37 عاماً، ضابط في شرطة الآداب في فلوريدا.
في 31 أكتوبر/تشرين الثاني من عام 2006 تم إسقاط كافة التهم الناتجة عن ذلك الاعتقال عن المتهم، بما فيها ادعاء صفة ضابط شرطة، والحث على الإساءة الجنسية. وقد جرت الحادثة التي تم اتهامه استناداً إليها في منطقة لويسفيل، كنتاكي، ماكدونالدز في 2004. وهي الحادثة الوحيدة التي تم الادعاء ضد ستيوارت بشأنها.

## حوادث سبقت حادثة 2004
توجد عشرات الحوادث التي يعتقد أنها تمت بفعل متصل واحد. وفي ما يلي مجموعة من الحوادث الجديرة بالذكر:
•	 حادثة مطعم ماكدونالدز، في هينسفيل، جورجيا، قام فيها حارس بتفتيش جسدي لموظفة الحساب 19 سنة.
•	مدير فراغو، داكودا الشمالية، برغر كينغ، أجرى عملية تفتيش وتعرية لموظفة بعمر 17 سنة، بتوجيه من المتصل.
•	فتاة زبونة دخلت إلى تاباكو بكل، في فينيكس أريزونا، تعرضت لعملية تفتيش وتعرية على يد مدير تلقى مكالمة احتيالية مشابهة.

## حادثة ولاية كنتاكي، ماونت واشنطن
لويز أوغبورن تتعرض للإساءة الجنسية على يد والتر نيكس، نيابة عن «الضابط سكوت» في مطعم ماكدونالدز المحلي في مدينة ماونت واشنطن بولاية كنتاكي.
الحادثة الأخيرة في هذه السلسلة استهدفت مطعم ماكدونالدز المحلي في مدينة ماونت واشنطن بولاية كنتاكي، في 9 أبريل/نيسان 2004. وقد عرف المتصل عن نفسه على أنه «الضابط سكوت»، وقدم لمساعدة المدير «دونا سمرز» أوصاف موظفة قال بأنها مشتبهة في سرقة محفظة زبون. استدعت «سمرز» الموظفة لويز أوغبورن إلى مكتبها وأخبرتها بالاشتباه بها بقضية سرقة. وتنفيذاً لأوامر المتصل، أمرت «سمرز» الفتاة البالغة من العمر 18 عاماً بإفراغ جيوبها أول الأمر بحثاً عن الأشياء المسروقة، واستمرت في ذلك حتى وصل الأمر إلى خلع جميع ثياب الفتاة باستثناء مئزرها. وتنفيذاً لأوامر المتصل استدعت «سمرز» موظفاً آخر ليقوم بمراقبة الفتاة ريثما تخرج هي لمتابعة شؤون المطعم. وقد رفض الموظف الذي استدعته المشاركة في الأمر، فقامت بالاتصال بخطيبها «والتر نيكس» لمساعدتها في تدبر المسألة.
حسب أقوال الفتاة لويز، فبعد مغادرة نائبة المدير «سمرز» للغرفة وإعطاء السماعة لوالتر، فإن المتصل استمر في إصدار الأوامر لوالتر، واستمر والتر في تنفيذ أوامره، وأصبحت الأوامر عدائية وغريبة. وقد سجلت كاميرا المراقبة المدعو «والتر» وهو يجبر الفتاة على خلع المئزر، وهو قطعة الملابس الأخيرة التي بقيت لستر الفتاة، مع مرور الوقت راح والتر يضرب الفتاة، تنفيذاً لأوامر المتصل، وجعلها تقوم بممارسات جنسية معه. يظهر الشريط المصور نائبة المدير «سمرز» تعود إلى الغرفة عدة مرات وترفض مساعدة الفتاة، وهو ما أنكرته «سمرز».
رغم أن المتصل أخبر «سمرز» بأنه يتكلم مع مدير المطعم عبر خط آخر، إلا أنها في النهاية قررت الاتصال بمدير المطعم. فاكتشفت أن مدير المطعم لم يتكلم إلى إي ضابط شرطة، وأن ذلك الاتصال كان مكيدة وخدعة. وقام أحد الموظفين بالاتصال برقم خاص ليحدد مصدر المكالمة فتبين أنها أجريت من هاتف عمومي في سوبرماركت يقع في مدينة باناما في فلوريدا. اتصلت نائبة المدير بالشرطة، وتم اعتقال والتر نيكس وبدأ التحقيق للعثور على الفاعل.
سرعان ما أدركت شرطة ماونت واشنطن أن هذه الحادثة لم تكن سوى الأخيرة ضمن سلسلة من الحوادث المشابهة، قاموا بالاتصال بشرطة باناما، حيث تمت متابعة البطاقة الهاتفية مسبقة الدفع التي استخدمت في تلك المكالمة، ثم عرفوا أن البطاقة اشتريت من متجر وول مارت، ولدى مراجعة كاميرات المراقبة في المتجر عثروا على صورة الشخص الذي اشتراها، كان يلبس زي ضابط شرطة الآداب، وقد قادت التحقيقات إلى التعرف على هويته وإلقاء القبض عليه، وتم تسليمه إلى سلطات ولاية كنتاكي لمواجهة تهمة انتحال شخصية ضابط شرطة، والحث على ممارسة اعتداء جنسي، وقد برأته هيئة المحلفين من التهم الموجهة إليه.
في وقت لاحق طردت نائبة المدير «دونا سمرز» من عملها، وأدينت بتهمة الاحتجاز غير القانوني، وحكم عليها بالسجن لعام. أنهت علاقتها ب«والتر نيكس» الذي حكم عليه بالسجن 5 سنوات بتهمة الاحتجاز غير القانوني، والإساءة الجنسية، والاعتداء الجنسي. الفتاة النادلة لويز أوغبورن تقدمت بدعوى ضد ماكدونالدز و«دونا سمرز» للحصول على تعويض بقيمة 200 مليون دولار.
لم ترد أي تقارير بحوادث مشابهة منذ اعتقال ستيوارت.

## تساؤلات حول الحادثة
كثيرون يتساءلون كيف يمكن لشخص أن يقدم على مثل هذه الأفعال. في تقرير عن الحادثة بثته قناة إي بي سي أخبار، أشار عالم النفس جيف غاردير إلى أن المتصل كان يستمتع على الأرجح بالتلاعب بالناس وتوجيههم للقيام بكل ما يري، مهما كان ذلك شاذاً أو غير منطقي. ونبه إلى أن المتصل كان يختار مطاعم الوجبات السريعة التي عادة ما تدار وفق نظام دقيق ومكتوب، وهو الأمر الذي يرجح عدم قدرة الإدارة على التعامل مع الظرف الطارئ الذي يفرضه عليها. تتشابه هذه الحادثة مع تجربة أجريت باسم «اختبار سجن ستانفورد» الذي تحول فيه الطلاب إلى سجانين ومسجونين، وكذلك «اختبار ملغرام» الذي أثبت اختبارياً أن 50 بالمئة من الناس ينصاعون لأوامر التعذيب ما دامت صادرة عن جهة شرعية.

## الفيلم السينمائي
في عام 2012 تم عمل الواقعة كفيلم سينمائي يحمل اسم Compliance.

## روابط
- ـ اختبار سجن ستانفورد
- ـ اختبار ملغرام
- ـ التقرير الذي عرض في التلفزيون عن الحادثة على يوتيوب